# امیرین‌کویو (امیرداغ)
امیرین‌کویو (به ترکی استانبولی: Emirinköyü) یک منطقهٔ مسکونی در ترکیه است که در امیرداغ واقع شده‌است.